# Sulfonylurinstof
Sulfonylurinstoffer er en gruppe antidiabetika som anvendes i behandlingen af type 2 diabetes mellitus. De virker ved at øge udskillelsen af hormonet insulin fra betacellerne i bugspytkirtlen.

## Sulfonylurinstoffer i klinisk brug
Følgende sulfonylurinstoffer var i klinisk brug i Danmark pr. februar 2013 (handelsnavne er anført i parentes):
- Glibenclamid (Hexaglucon®)
- Gliclazid (Diamicron® Uno)
- Glimepirid (Amaryl®)
- Glipizid (Mindiab®, Minodiab)
- Tolbutamid (Arcosal®)